# Lippia dulcis
Lippia dulcis es una especie de planta medicinal herbácea perteneciente a la familia de las verbenáceas. Es originaria del sur de México, el Caribe (Cuba, La Española, y Puerto Rico), Centroamérica, Colombia, y Venezuela.

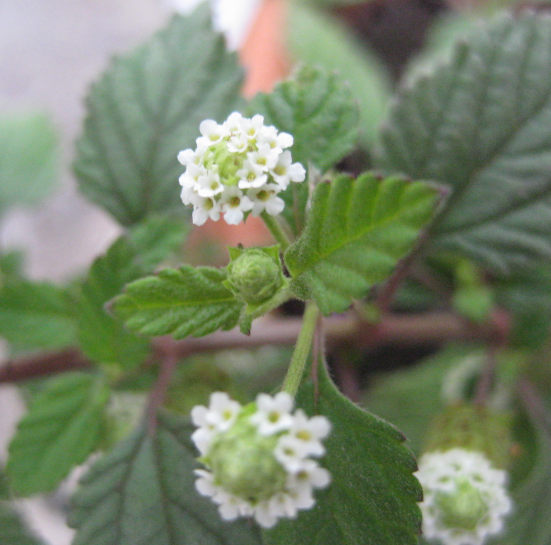
Detalle de la inflorescencia.

## Descripción
Es una hierba erecta o a veces postrada sobre el suelo, que alcanza un tamaño de 40 a 60 cm de altura. Tiene las hojas con la parte central más ancha, se ven arrugadas y son aromáticas. Los agrupamientos de las flores blancas se encuentran en la unión del tallo con las hojas. Los frutos están encerrados en un cáliz persistente.

## Distribución
Es nativa de los siguientes países: Belice, Colombia, Costa Rica, Cuba, El Salvador, Guatemala, Honduras, México, Nicaragua, Panamá, Puerto Rico, República Dominicana y Venezuela. Presente en climas cálido y semicálido desde el nivel del mar hasta los 1800 m s. n. m. (metros sobre el nivel del mar). Habita en terrenos de cultivo abandonados, también asociada a bosques tropicales subperennifolio y perennifolio.

## Medicina popular
La tos es el principal padecimiento para el que se emplea esta planta en los estados de Morelos, Oaxaca, Puebla y Veracruz. También se indica en problemas de aborto, cólico estomacal, diarrea, dolor de estómago y frialdad. Para arrojar lombrices se recomienda tomar la infusión hecha con las hojas y bebida en ayunas. La hoja, hervida junto con gobernadora (Brickellia cavanillesii), y endulzada con piloncillo y chocolate se usa como emenagoga. Se bebe tres días seguidos en ayunas, descansando uno y volviéndola a usar otros tres días. Molida con sal se coloca en la parte interior, sólo una vez, cuando se tiene dolor de muela. En decocción y machacada se pone sobre los granos bucales.
También es útil en el tratamiento de granos en la piel denominado mezquinos.

## Historia
En el siglo XVI, Francisco Hernández de Toledo refiere, ”es dulce, acre y de temperamento caliente, por lo que mezclado con cóltotl y tlatlaolton es muy eficaz para disipar las flatulencias”.
Maximino Martínez, en el siglo XX señala los usos siguientes: ”ahoguío, anticatarral, antipirético, tusígeno, aperitivo, emenagogo, emoliente, pectoral, ronquera y como tónico muscular.

## Principios activos
Las partes aéreas de la hierba dulce contienen un aceite esencial en el cual se han identificado los monoterpenos borneol, delta-cadineno, alcanfor, 6-metil-hep-5-en-2-ona, limoneno, linalool, mirceno, alfa y beta-pineno. alfa-terpineol y terpinoleno; y los sesquiterpenos, beta-cariofileno, alfa-copaeno y hernandulcin, este último compuesto, también se detectó en hojas y flores.

## Taxonomía
La especie fue descrita inicialmente como Phyla scaberrima por Harold Norman Moldenke y publicado en Repertorium Specierum Novarum Regni Vegetabilis 41(1046/1058): 64, en 1936, siendo esta, descrita inicialmente como Zappania scaberrima por Antoine-Laurent de Jussieu y tanto validado como publicado por Christiaan Hendrik Persoon en Synopsis Plantarum 2: 140, en 1806, considerado tanto como un sinónimo como el basónimo de esta; y ulteriormente sería descrita como Lippia dulcis por Ludolf Christian Treviranus en Nova Acta Physico-medica Academiae Caesareae Leopoldino-Carolinae Naturae Curiosorum Exhibentia Ephemerides sive Observationes Historias et Experimenta 13(1): 187–188, en 1826.

#### Etimología
Ver: Lippia
dulcis: epíteto latino que significa "dulce".

## Nombres comunes
- corozus del país, hierba dulce, hierbabuena dulce, orégano grueso, orozus, yerbabuena dulce.[4]
- orozuz de Cuba, regaliz de Cuba.[10]